# Evan Bruinsma
Evan Bruinsma, né le 9 septembre 1992 à New Era au Michigan, est un joueur américain de basket-ball. Il évolue au poste d'ailier fort.

## Palmarès
- Coupe des Pays-Bas :
  - Vainqueur : 2018.